# Clinker
Clinker là sản phẩm nung thiêu kết ở 1450 °C của đá vôi - đất sét, vỏ sò và một số phụ gia điều chỉnh hệ số như quặng sắt, boxide, cát, ... Clinker (thành phần chính của xi măng) lần đầu tiên được sản xuất trong lò nung với khí lên đến 2.000 °C, làm nóng các nguyên liệu thô như đá vôi (calci carbonat) với một lượng nhỏ các vật liệu khác (ví dụ đất sét) đến 1.450 °C. Trong quá trình này, được gọi là quá trình nung, calci carbonat (đá vôi) được chuyển hóa thành calci oxide (vôi), sau đó phản ứng với các thành phần khác từ nguyên liệu thô để tạo thành khoáng chất mới, được gọi chung là clinker. Vật liệu gần nóng chảy này được làm lạnh nhanh chóng đến nhiệt độ 100 - 200 °C.

## Thành phần và phân loại
Thành phần hóa học chủ yếu của phối liệu gồm 4 oxide chính như: CaO (từ đá vôi), và SiO2, Fe2O3, Al2O3 (từ đất sét) nếu thiếu sẽ được bổ sung bằng các phụ gia điều chỉnh kể trên.
4 oxide chính trong phối liệu khi nung đến 1450 °C sẽ phản ứng với nhau tạo thành 4 khoáng chính trong clinker C3S (3CaO.SiO2); C2S(2CaO.SiO2); C3A (3CaO.Al2O3); C4AF (4CaO.Al2O3.Fe2O3).
Các khoáng chất này có cấu trúc tinh thể khác nhau và quyết định đến tính chất của clinker. Chất lượng của clinker sẽ quyết định tính chất của xi măng. Thành phần tổng quát của clinker:
```
              CaO   = 62 - 68%
              SiO
2
  = 21 - 24%
              Al
2
O
3
 = 4 - 8%
              Fe
2
O
3
 = 2 - 5%
```

Ngoài ra còn có một số các oxide khác ở hàm lượng nhỏ: MgO, Na2O, K2O (hàm lượng MgO <= 5%, tổng hàm lượng kiềm không vượt quá 2%), các loại nguyên liệu để làm xi măng đá vôi chuyên dùng, đất sét, vỏ sò nhưng vì tài nguyên này ít nên ít dùng.
Thành phần của clinker được kiểm tra bằng hai cách tiếp cận riêng biệt:
- Phân tích khoáng vật học, sử dụng kính hiển vi thạch học và / hoặc phân tích nhiễu xạ tia X.
- Phân tích hóa học, chính xác nhất bằng phép đo phổ huỳnh quang tia X.

Bốn thành phần chính của clinker là:
- Alit: khoảng tricalci silicat (thường chiếm khoảng 65% tổng số).
- Belit: xấp xỉ dicalci silicat (thường chiếm khoảng 15% tổng số).
- Aluminat: rất xấp xỉ tricalci aluminat (thường chiếm khoảng 7% tổng số).
- Ferrite: rất xấp xỉ tetracalci aluminoferrit (thường chiếm khoảng 8% tổng số).

Các chất khác có thể có với một lượng nhỏ:
- Pha muối - sự kết hợp khác nhau của các cation natri, kali và calci với các anion sulfat và chloride, chẳng hạn như:
  - Arcanit - K2SO4
  - Calci langbeinit - K2Ca2(SO4)3
  - Aphthitalit - K3Na(SO4)2
  - Sylvit - KCl
- Các pha nhiệt độ thấp - các loại hóa chất trung gian khác nhau đã thoát khỏi quá trình xử lý nhiệt tiếp theo, chẳng hạn như:
  - Spurrit - Ca5(SiO4)2(CO3)
  - Ternesit - Ca5(SiO4)2(SO4)
  - Ellestadit - Ca10(SiO4)3(SO4)3(OH)2
  - Ye'elimit - Ca4(AlO2)6(SO4)

## Quá trình chuyển đổi từ clinker sang xi măng
Quá trình sản xuất clinker xi măng bao gồm quá trình trộn đều và xử lý nhiệt tiếp theo của hỗn hợp đá vôi, đất sét hoặc sắt oxide đá phiến,... Sau đó, hỗn hợp được nung nóng và trải qua một loạt các phản ứng hóa học dẫn đến hình thành vật liệu clinker với các hợp chất chính tricalci silicat.

### Bột tinh chế được đưa vào lò nung ở nhiệt độ khoảng 1000°C
Sau khi nung nóng, clinker sẽ được làm mát và đưa vào máy ghiền thành bột mịn, được sử dụng làm chất kết dính trong các sản phẩm xi măng. Các chất khác nhau được thêm vào để đạt được các đặc tính cụ thể trong xi măng.

### Bộ phận làm mát clinker sau khi được nung nóng
Thạch cao được thêm vào và nghiền với clinker điều chỉnh thời gian đông kết và tạo ra đặc tính quan trọng nhất của xi măng là cường độ nén. Nó cũng ngăn chặn sự kết tụ và lớp phủ của bột trên bề mặt của quả bóng và tường nhà máy. Một số chất hữu cơ, chẳng hạn như triethanolamin (được sử dụng ở 0,1% trọng lượng), được thêm vào làm chất trợ nghiền để tránh kết tụ bột. Các chất phụ gia khác đôi khi được sử dụng là ethylen glycol, acid oleic và dodecyl-benzen sulphonat. Loại xi măng đáng chú ý nhất được sản xuất là xi măng Portland, nhưng một số hoạt chất nhất định của phụ gia hóa học có thể được thêm vào clinker để sản xuất các loại xi măng khác, chẳng hạn như:
- Xi măng xỉ hạt lò cao.
- Xi măng pozzolana.
- Xi măng silica fume.

### Bảo quản xi măng thành phẩm trong các silo xi măng
Clinker được sử dụng chủ yếu để sản xuất xi măng. Vì nó có thể được bảo quản trong điều kiện khô ráo trong vài tháng mà không bị hư hỏng đáng kể, nó được giao dịch quốc tế với số lượng lớn. Các nhà sản xuất xi măng mua clinker cho các nhà máy xi măng của họ ở những nơi mà nguyên liệu thô cho xi măng khan hiếm hoặc không có sẵn.
Sản xuất clinker xi măng đặt ra yêu cầu cao về tài nguyên thiên nhiên và một lượng lớn khí thải CO2 cũng được tạo ra từ năng lượng cần thiết để chuyển hóa calci carbonat (CaCO3) trong đá vôi thành calci oxide (CaO) (thường được gọi là vôi). Do đó, điều này đã làm dấy lên sự quan tâm đến việc đưa các vật liệu tái chế và thứ cấp như xỉ lò cao, bụi lò xi măng và tro bay làm nguồn thay thế calci cần thiết (không qua quá trình chuyển hóa từ CaCO3), silic, nhôm và sắt oxide.

## Các loại clinker phổ biến
Loại clinker phổ biến nhất được sản xuất cho xi măng Portland và các loại hỗn hợp của nó. Các loại clinker khác nhau tùy thuộc vào loại xi măng cần được sản xuất. Ngoài xi măng Portland hỗn hợp, một số loại clinker xi măng đặc biệt được liệt kê dưới đây:

### Clinker kháng sulfat
Clinker kháng sulfat chứa 76% alit, 5% belit, 2% tricalci aluminat, 16% tetracalci aluminoferrit và 1% calci oxide tự do. Sản lượng của nó đã giảm trong những năm gần đây do khả năng kháng sulfat có thể dễ dàng thu được bằng cách sử dụng xỉ hạt lò cao trong sản xuất xi măng.

### Clinker nhiệt thấp
Nó chứa 29% alit, 54% belit, 2% tricalci aluminat và 15% tetracalci aluminoferrit, với rất ít vôi tự do. Nó không còn được sản xuất nữa vì xi măng được sản xuất từ clinker thông thường và xỉ lò cao nghiền hạt có đặc tính nhiệt thấp tuyệt vời.

### Clinker trắng
Nó chứa 76% alit, 15% belit, 7% tricalcium aluminat, không có tetracalci aluminoferrit và 2% vôi tự do, nhưng thành phần có thể khác nhau nhiều. Clinker trắng sản xuất xi măng trắng được sử dụng cho mục đích thẩm mỹ trong xây dựng. Phần lớn xi măng trắng được sử dụng trong các ứng dụng bê tông đúc sẵn tại nhà máy.

### Clinker kiềm thấp
Việc giảm hàm lượng kiềm trong clinker được thực hiện bằng cách thay thế nguồn hỗn hợp alumin thô bằng một thành phần khác (do đó thu được nguyên liệu đắt tiền hơn từ nguồn xa hơn), hoặc lắp đặt một "chất tẩy kiềm", bao gồm việc loại bỏ một số hệ thống lò nung khí nhiệt độ cao (có chứa kiềm như khói), dẫn đến hao phí nhiệt.

### Belit calci sulfoaluminat ternesit (BCT)
Khái niệm này được sử dụng để sản xuất một loại clinker có lượng khí thải carbon dioxide ít hơn tới 30%. Hiệu quả năng lượng được cải thiện và chi phí điện cho quá trình sản xuất cũng thấp hơn khoảng 15%.